# Campeonato Sudamericano y Centroamericano de Balonmano Femenino de 2024
El Campeonato Sudamericano y Centroamericano de Balonmano Femenino de 2024 fue la 4.ª edición del Campeonato Sudamericano y Centroamericano de Balonmano Femenino, que tuvo lugar en Niterói, Brasil del 26 de noviembre de 2024 al 30 de noviembre del mismo año. Sirvió de clasificación para el Campeonato Mundial de Balonmano Femenino de 2025 y las tres selecciones clasificadas fueron Brasil, Argentina y Uruguay.

## Resultados
| Equipo      | J | G | E | P | GF  | GC  | DG   | PTS |
| ----------- | - | - | - | - | --- | --- | ---- | --- |
| Brasil      | 5 | 5 | 0 | 0 | 195 | 69  | 126  | 10  |
| Argentina   | 5 | 4 | 0 | 1 | 165 | 107 | 58   | 8   |
| Uruguay     | 5 | 3 | 0 | 2 | 139 | 110 | 29   | 6   |
| Paraguay    | 5 | 2 | 0 | 3 | 136 | 132 | 4    | 4   |
| Chile       | 5 | 1 | 0 | 4 | 111 | 140 | -29  | 2   |
| El Salvador | 5 | 0 | 0 | 5 | 41  | 229 | -188 | 0   |

- Resultados[3]

| Fecha | Hora | Partido     | Partido | Partido     | Resultado |
| ----- | ---- | ----------- | ------- | ----------- | --------- |
| 26.11 |      | Argentina   | -       | El Salvador | 45-9      |
| 26.11 |      | Chile       | -       | Paraguay    | 21-28     |
| 26.11 |      | Brasil      | -       | Uruguay     | 34-20     |
| 27.11 |      | El Salvador | -       | Chile       | 13-38     |
| 27.11 |      | Uruguay     | -       | Argentina   | 18-32     |
| 27.11 |      | Paraguay    | -       | Brasil      | 13-40     |
| 28.11 |      | Argentina   | -       | Chile       | 30-23     |
| 28.11 |      | Uruguay     | -       | Paraguay    | 25-20     |
| 28.11 |      | Brasil      | -       | El Salvador | 48-3      |
| 29.11 |      | El Salvador | -       | Uruguay     | 6-49      |
| 29.11 |      | Argentina   | -       | Paraguay    | 36-26     |
| 29.11 |      | Chile       | -       | Brasil      | 11-42     |
| 30.11 |      | Paraguay    | -       | El Salvador | 49-10     |
| 30.11 |      | Chile       | -       | Uruguay     | 18-27     |
| 30.11 |      | Brasil      | -       | Argentina   | 31-22     |

## Medallero
| Brasil | Argentina | Uruguay |
| Gabriela Moreschi Bruna de Paula Mariane Fernandes Tamires Araujo Jamily Felix Jéssica Quintino Ana Claudia Bolzan Adriana Cardoso Samara Vieira Giulia Guarieiro Micaela Rodrigues Marcela Arounian Jhennifer Lopes Patricia Matieli Kelly Rosa Renata Arruda Milena Menezes Maria Grasielly Brasil | Marisol Carratú Rosario Urban Medel Graciela García Rocío Campigli Martina Mazza Fátima Rosalez Giuliana Gavilán Malena Cavo Macarena Sans Sol Azcune Micaela Casasola Lucia Dalle Crode Martina Lang Delfina Ojea Cristino Helena Molina Sofia Gull Candelaria Cuadrado Carolina Bono | Julieta Pessina Sabrina Grieco Martina Barreiro Camila Barreiro Leticia Schinca Catalina Torunier Camila Bianco Rosina González Viviana Ferrari Viviana Hergatacorzian Emiliana Heilmann Lara Castro Sabrina Golda Magdalena Guichón Agustina Modernell Paula Eastman |